# Bodo Möller Chemie
Die Bodo Möller Chemie GmbH mit Hauptsitz in Offenbach am Main ist ein  Großhändler von Spezialchemikalien für industrielle Anwendungen. Die Unternehmensgruppe ist an über 40 Standorten weltweit vertreten.

## Geschichte
Die Bodo Möller Chemie GmbH wurde 1975 von Bodo Möller gegründet und ist ein Familienunternehmen.
Es expandiert seit Anfang der 2000er Jahre. Die ersten internationalen Standorte wurden in Österreich und Frankreich im Jahr 2003 eröffnet. Darauf folgten Niederlassungen in Polen (2005), Dänemark, Finnland, Schweden, Belgien (2008), der Schweiz (2009), Südafrika, der Slowakei (2011) sowie Tschechien und Russland (2014). Niederlassungen in Ungarn, den Vereinigten Arabischen Emirate sowie Ägypten und China folgten 2015. Standorte in Kroatien, Marokko und Indien wurden 2016 eröffnet, gefolgt von Hong Kong, Israel, den USA und Mexiko in 2017. 2018 folgten jeweils eine Niederlassung in Großbritannien und in Kenia. Jüngere Expansionen umfassen Standorte in Rumänien (2020), Spanien (2021), Norwegen, Nigeria, Italien, Türkei und Portugal (2022), Estland, Thailand, Vietnam (2023) sowie Japan und Südkorea (2024).
2014 eröffnete das Unternehmen in Posen, Polen das erste Anwendungslabor für die Prüfung von Klebstoffen. Ein weiteres Klebstoffanwendungslabor betreibt das Unternehmen in Spanien, 2024 eröffnete ein neues Labor in Shanghai.

## Produkte und Dienstleistungen
Das Unternehmen bietet sowohl Waren als auch Dienstleistungen an. Zum Produktportfolio gehören u. a. Kleb- und Dichtstoffe, Silikone, Harze, Verbundwerkstoffe, Formenbaumaterialien, Additive sowie Metallvorbehandlungs- und Reinigungsmittel. Zusätzlich werden Polymerformulierungen durchgeführt. Mit der EN-9120-Zertifizierung ist das Unternehmen autorisiert, chemische Substanzen für die Luftfahrtindustrie umzufüllen.

## Geschäftsleitung
Im Jahr 1996 trat die Tochter des Gründers, Korinna Möller-Boxberger, in die Geschäftsleitung ein. Im Jahr 2000 kam Frank Haug als Geschäftsführer hinzu und wurde im Jahr 2005 sowohl Vorsitzender der Geschäftsleitung als auch Gesellschafter. Seit Dezember 2023 sind Frank Haug als Mehrheitseigentümer und Korinna Möller-Boxberger die alleinigen Eigentümer des Unternehmens.